# Titus Vibius Varus (consul en 115)
Titus Vibius Varus (fl. 115) était un homme politique de l'Empire romain.

## Vie
Fils de Lucius Vibius Varus.
Il était consul en 115 et proconsul de Crète et Cyrénaïque.
Il fut le père de Titus Vibius Varus.